# 小心蛤屬
小心蛤屬（學名：Carditella）是小心蛤亞科 （Carditellinae）的屬。本屬原屬心蛤科，2012年與小心蛤亞科一起改屬髁鸟蛤科。

## 型態描述
本屬物種外殼的型態與算盤蛤屬（Cardita）物種的型態相似。鉸齒在左殼有兩顆主齒，右殼只有一顆；側齒則兩邊均有兩顆。

## 物種
根據WoRMS，本屬包括的物種如下：
- 丰泽小心蛤 Carditella hanzawai (Nomura, 1933)[1]：又名漢英心蛤[6]。
- Carditella hawarensis[7]
- Carditella tegulata Reeve：採集於智利的瓦尔帕莱索[8][9]
- Carditella semen Reeve：採集於玻利維亞[8][9]